# Hadovka smrdutá
Hadovka smrdutá (Phallus impudicus Linné 1753) je houba z čeledi hadovkovitých. Dospělá plodnice má charakteristický falický tvar a silně zapáchá.

## Popis

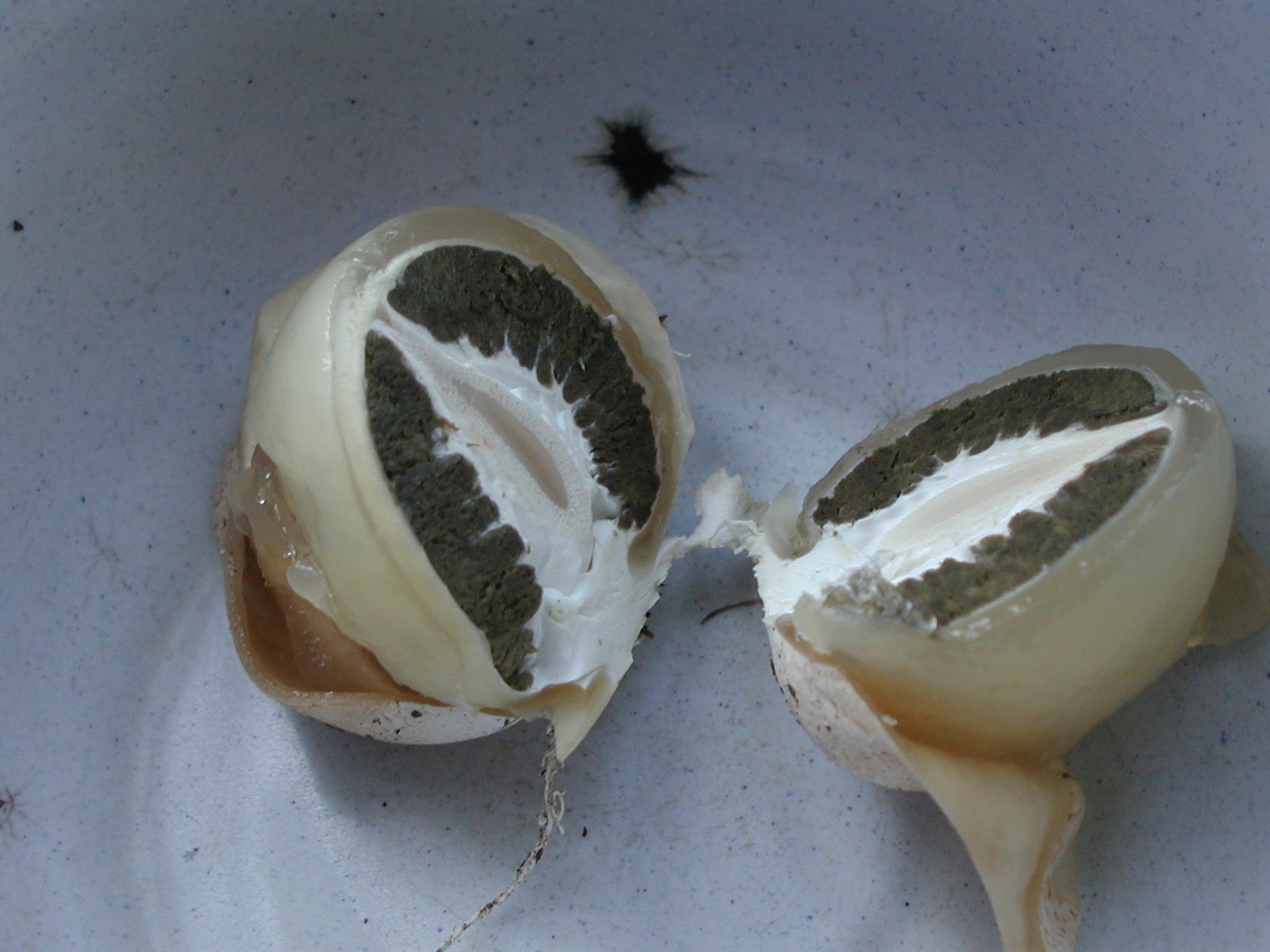
Řez mladou plodnicí

Plodnice je v mládí podzemní, kulovitá až vejčitá, 5–6 centimetrů široká. Skládá se z tvrdého jádra, které je obklopeno silnou rosolovitou vrstvou a vnější tenkou okrovkou (peridie), složenou z dvouvrstvé blanky. Mladá plodnice je na omak pružná, vnější obal je kožovitý, bílý až našedlý, vzácně narůžovělý. Ke spodní části vnějšího obalu plodnice přirůstá tuhý, bíle zbarvený, myceliový kořínek. Mladá hadovka svým tvarem a barvou vzdáleně připomíná hadí vejce nebo malou pýchavku. Po rozkrojení je vůní i chutí téměř totožná se syrovými bramborami.
V době zralosti okrovka puká a vyrůstá pevný, uvnitř dutý, pórovitý třeň (receptaculum) bílé barvy, vysoký 10–30 centimetrů. Na vrcholu třeně hadovky je tupě kulovitý až zvoncovitý klobouk, nesoucí výtrusorodou vrstvu. Povrch klobouku je voštinovitě zprohýbaný a souměrně pokrytý silně lepkavým, olivově zeleným slizem, který silně zapáchá. Vůně dospělé hadovky je nepříjemně mršinná, občas medově nasládlá. Tento odporně páchnoucí sliz postupně odkapává, je smýván deštěm nebo je roznášen hmyzem, takže se odkryjí bělavá až okrová žebra klobouku. Výtrusy obsažené ve slizu jsou nažloutlé, elipsoidně protáhlé, veliké 3–5 × 2 µm.

## Výskyt
Roste hojně od června do listopadu ve všech lesích, zejména listnatých, od nížin po nižší hory. Lze jí nalézt i v parcích a zahradách. Plodnice vyrůstají vždy jednotlivě, ale téměř vždy v menších skupinách. Hadovka je rozšířená i v Japonsku, na Jávě a v celém mírném pásu severní polokoule.

## Možnost záměny
Hadovku smrdutou lze zaměnit s vzácnou hadovkou valčickou (Phallus hadriani), která se liší především drobnějším vzrůstem. Plodnice hadovky valčické dorůstají velikosti 6–10 centimetrů, v dospělosti jejich vůně připomíná kvasnice, nikdy nezapáchají mrtvolně. Při otlačení plodnice růžovějí až červenají. Mladé hadovky valčické jsou jedlé.

## Využití
Mladé, dosud ve vajíčku uzavřené plodnice jsou jedlé. Přesto se hadovce mnozí houbaři vyhýbají. Mladé hadovky je nejlepší nakrájet na tenké plátky a smažit v trojobalu jako řízky. K nakládání nebo sušení se hadovka nehodí.

## Zajímavosti
- Hadovka využívá k šíření spor hmyz, který je nalákán jejím zápachem připomínajícím mršinu. Hmyz pak na těle roznáší spory, které jsou obsaženy ve slizu na klobouku.
- V některých zemích je považována za afrodisiakum, zasvěcena bohyni plodnosti Ceres,
- Vědecký název houby Phallus impudicus v překladu znamená penis nestoudný[2] (latinsky impudicus = neslušný, nestoudný),

## Galerie

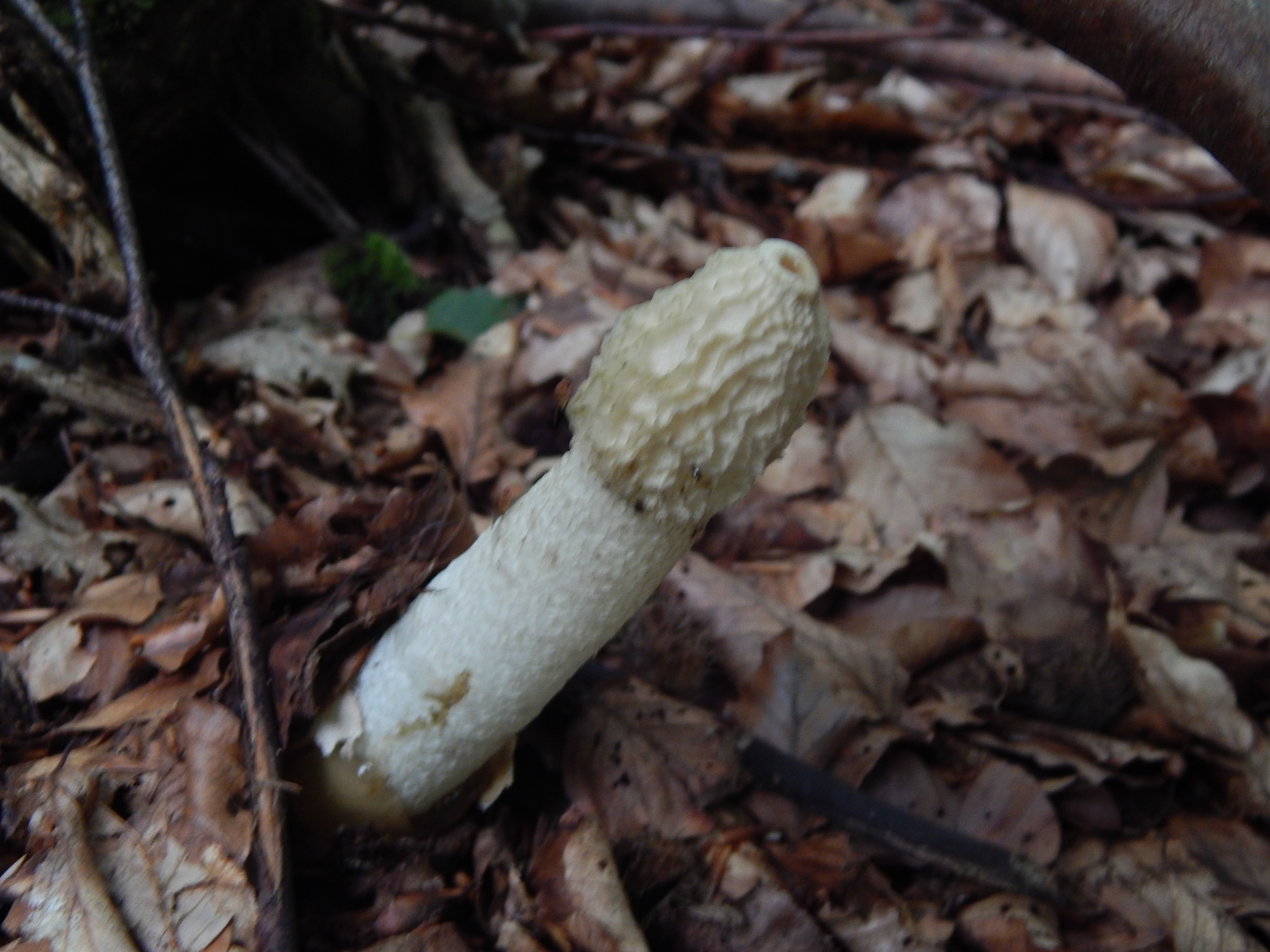
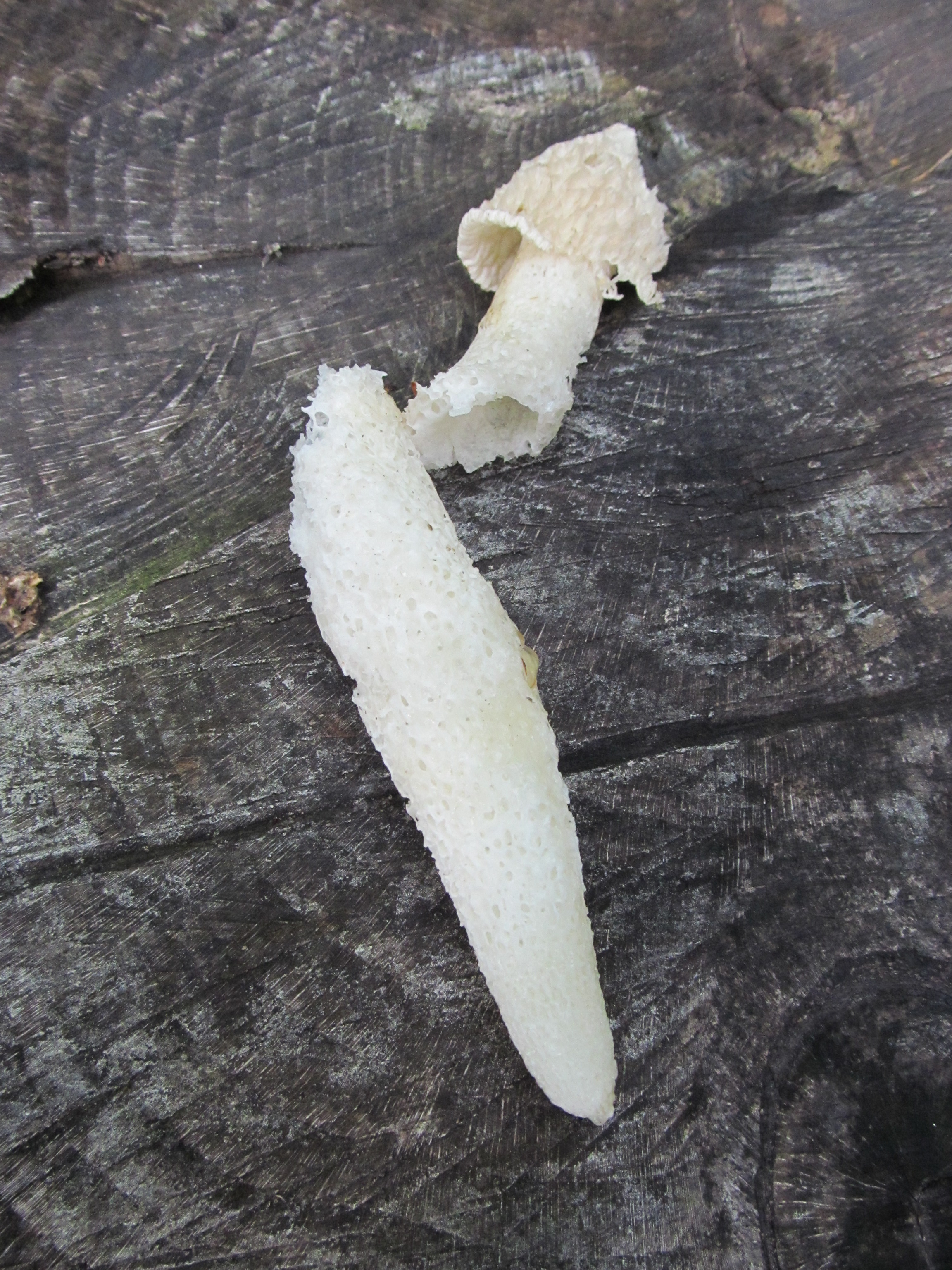
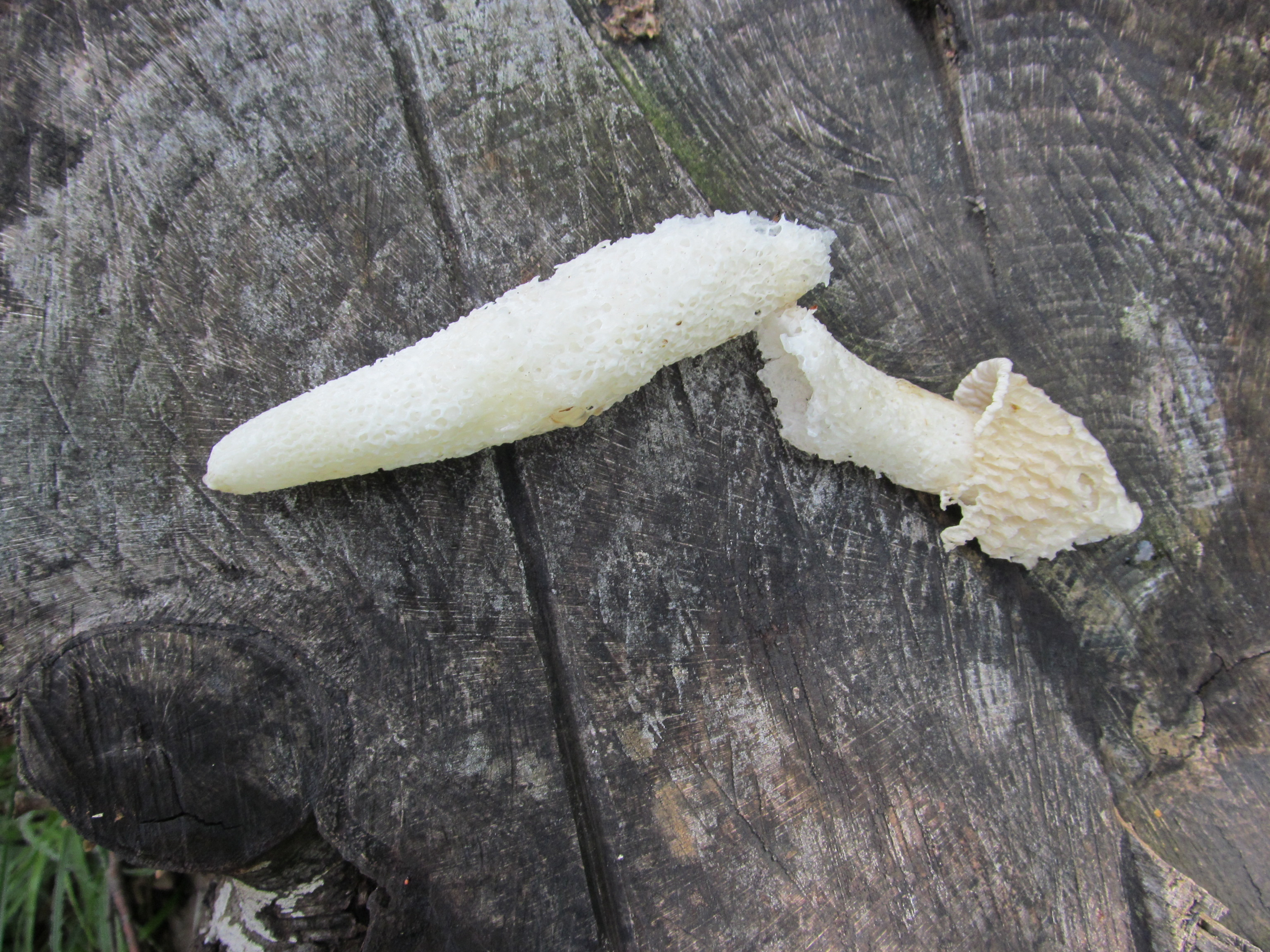
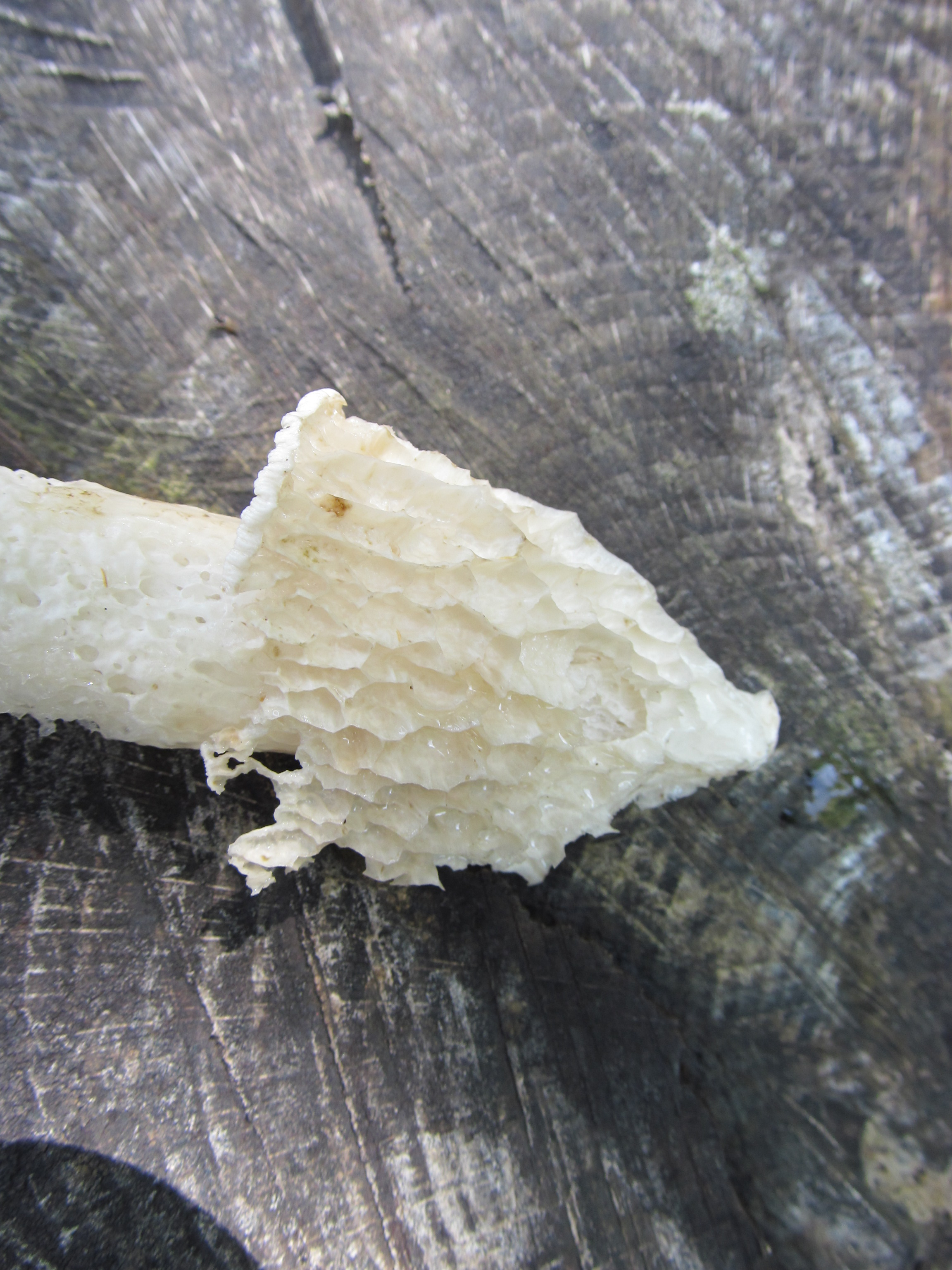
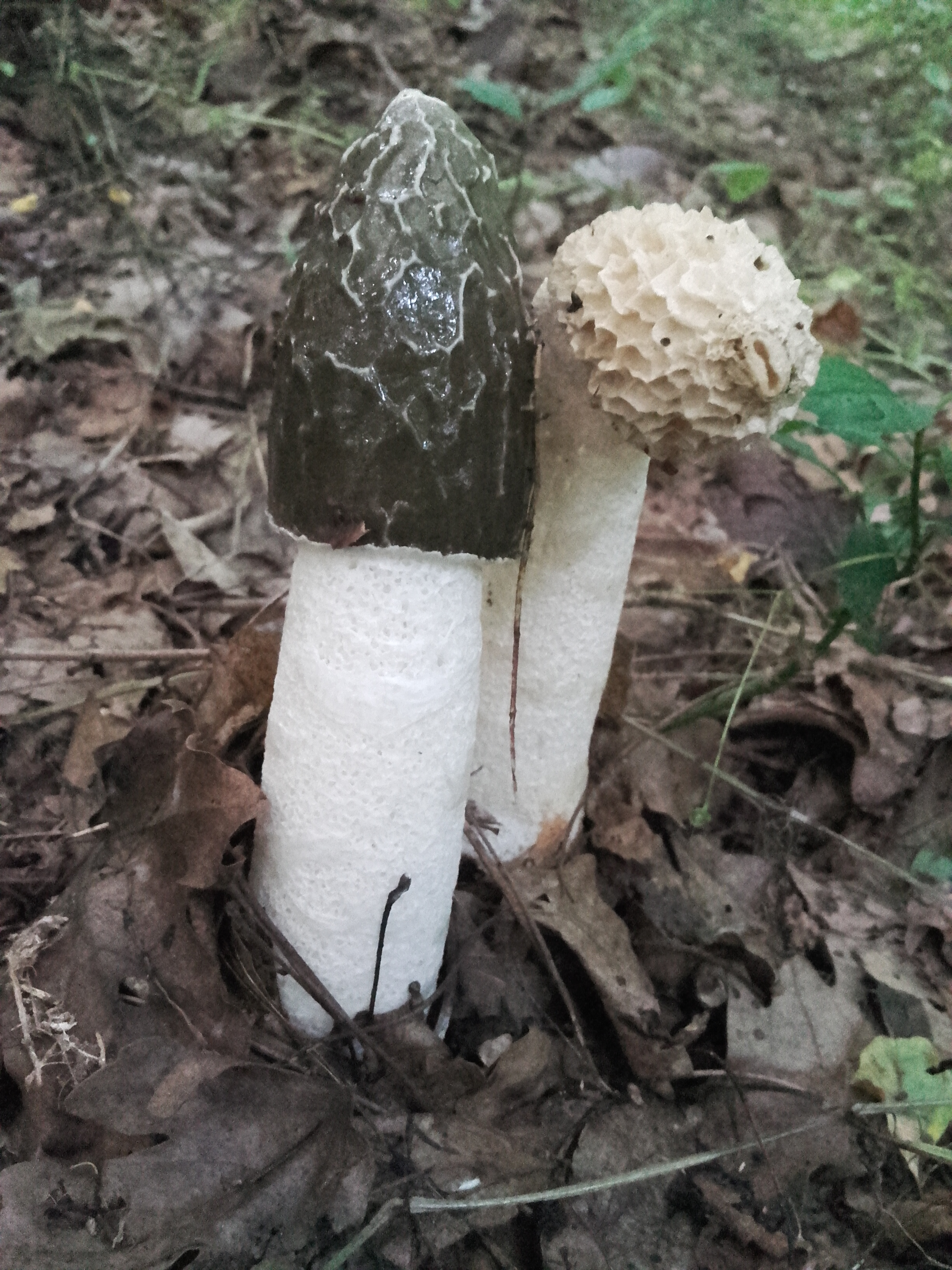
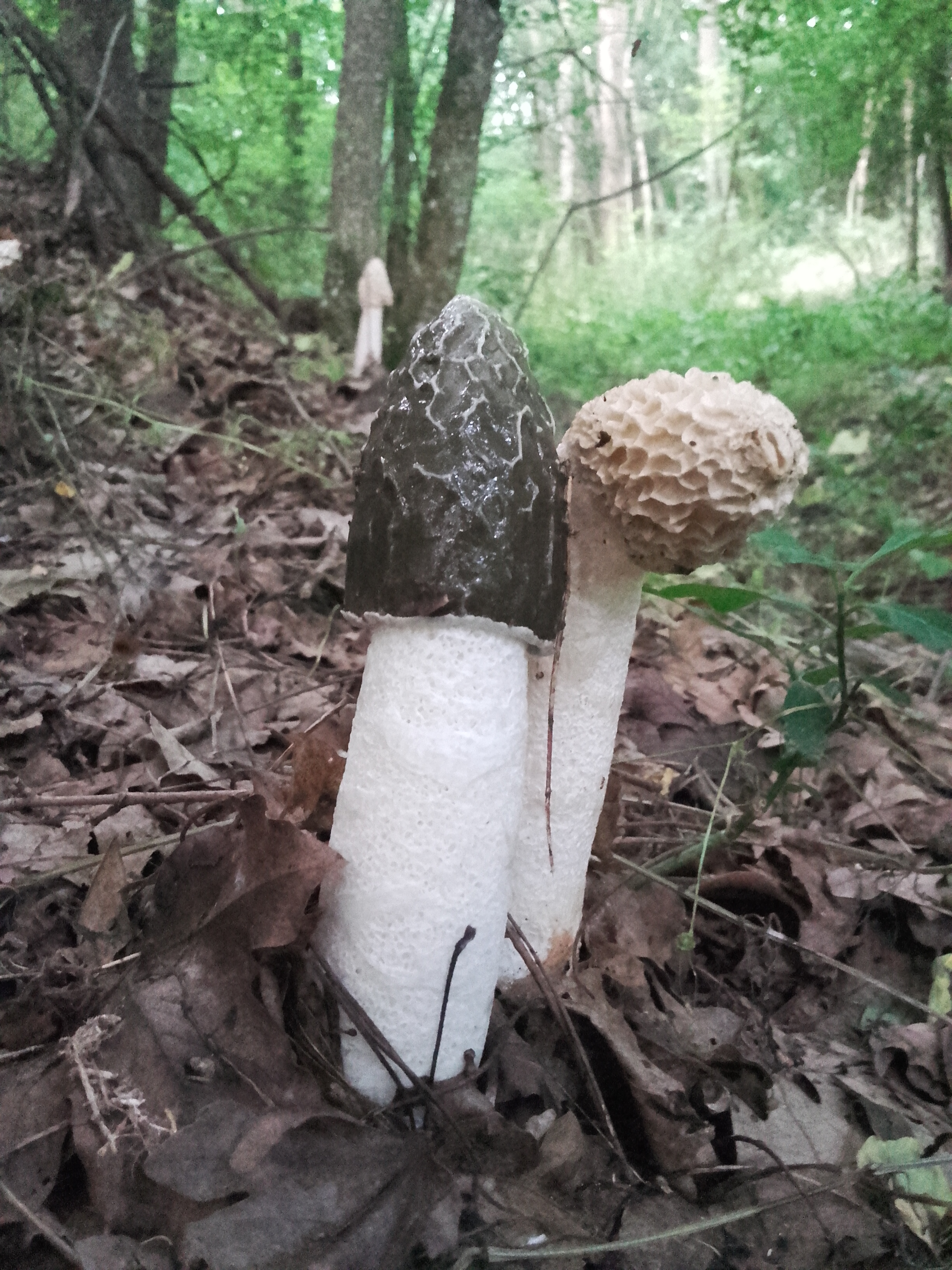
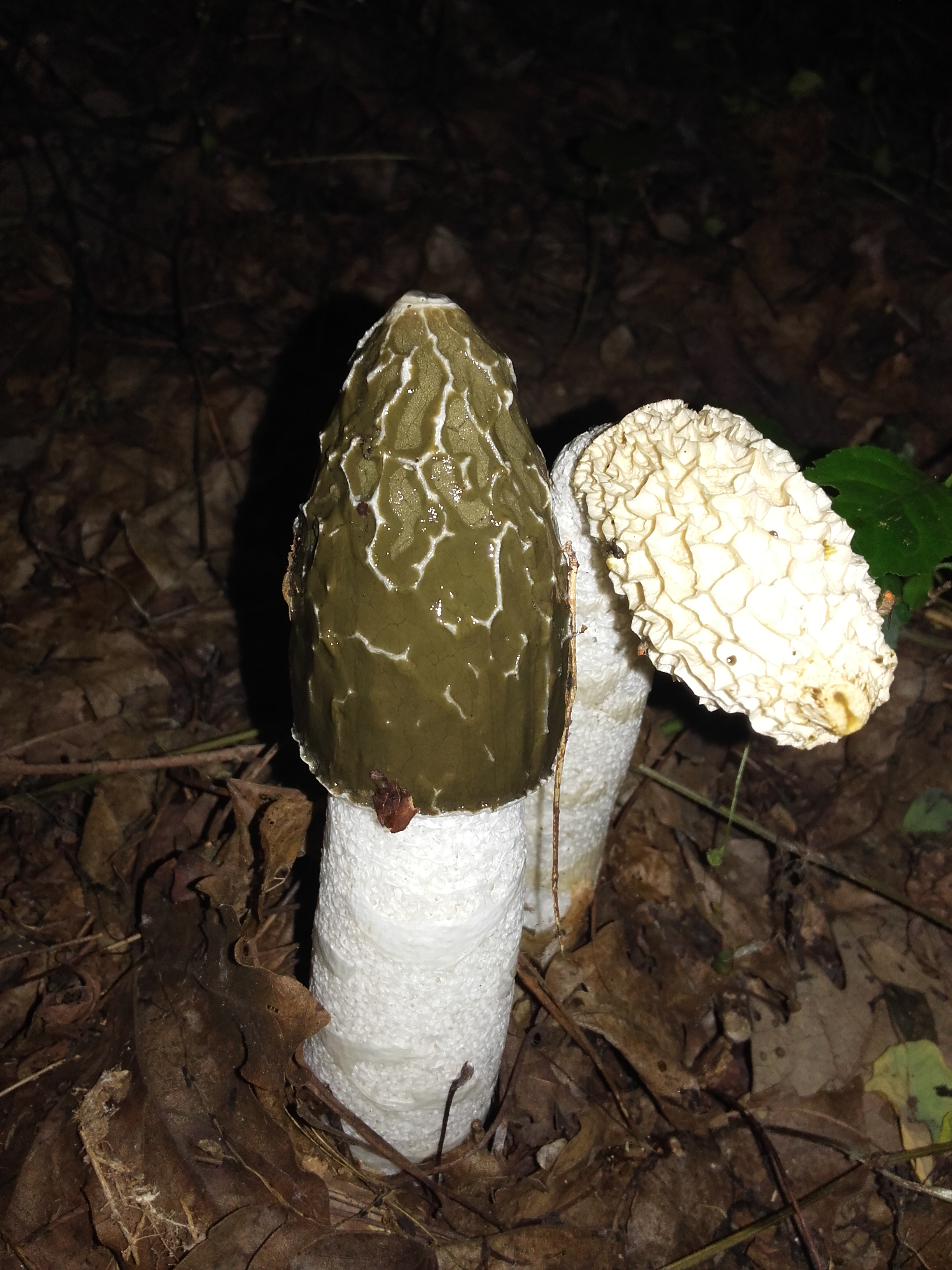